# اوسنووو، استان بلاگووگراد
اوسنووو (به بلغاری: Osenovo) روستایی در بلغارستان است که در شهرداری بنسکا واقع شده‌است. اوسنووو ۵۲٬۸۳۲ کیلومتر مربع مساحت و ۷۴ نفر جمعیت دارد و ۱٬۲۶۲ متر بالاتر از سطح دریا واقع شده‌است.